# M6 모터웨이
M6 모터웨이(M6 motorway)는 영국의 레스터셔주-워릭셔주와 컴브리아주간을 연결하는 고속도로이다. 1958년 12월 5일에 건설되었다. 이후 확장을 거쳐 현재의 구간이 된 것은 2008년 즈음이다.
M6은 총연장 232.2 마일 (373.7 km)로 영국에서 가장 긴 고속도로이다. 더불어 영국에서 가장 통행량이 많은 고속도로이기도 하다.
M6은 남쪽의 M1 모터웨이에 있는 캣호프 나들목에서 시작되어 럭비, 버밍엄, 스토크온트렌트, 리버풀, 맨체스터, 프레스톤, 랭커스터, 칼라일을 거쳐 스코틀랜드 경계 부근의 그레트나 분기점에 다다른다. 여기서 A74(M) and M74 모터웨이로 전환되어 글래스고까지 이른다.
대부분의 구간이 유럽고속도로 05호선과 유럽고속도로 24호선의 일부이기도 하다.

## 주요 경유지
- 워릭셔주
  - 럭비
- 웨스트미들랜즈주
  - 코번트리, 너니튼, 버밍엄, 월솔, 울버햄프턴, 캐넉
- 스태퍼드셔주
  - 스태퍼드, 스토크온트렌트, 뉴캐슬언더라임
- 체셔주
  - 워링턴
- 그레이터맨체스터주
  - 위건, 맨체스터
- 머지사이드주
  - 리버풀
- 랭커셔주
  - 프레스톤, 랭커스터
- 컴브리아주
  - 켄들, 펜리스, 칼라일
- 스코틀랜드
  - 그레트나

## 같이 보기
- 모터웨이